# Kojátky
Kojátky (en allemand : Kojatek) est une commune du district de Vyškov, dans la région de Moravie-du-Sud, en République tchèque. Sa population s'élevait à 317 habitants en 2020.

## Géographie
Kojátky se trouve à 12 km au sud-sud-est de Vyškov, à 31 km à l'est de Brno et à 213 km au sud-est de Prague.

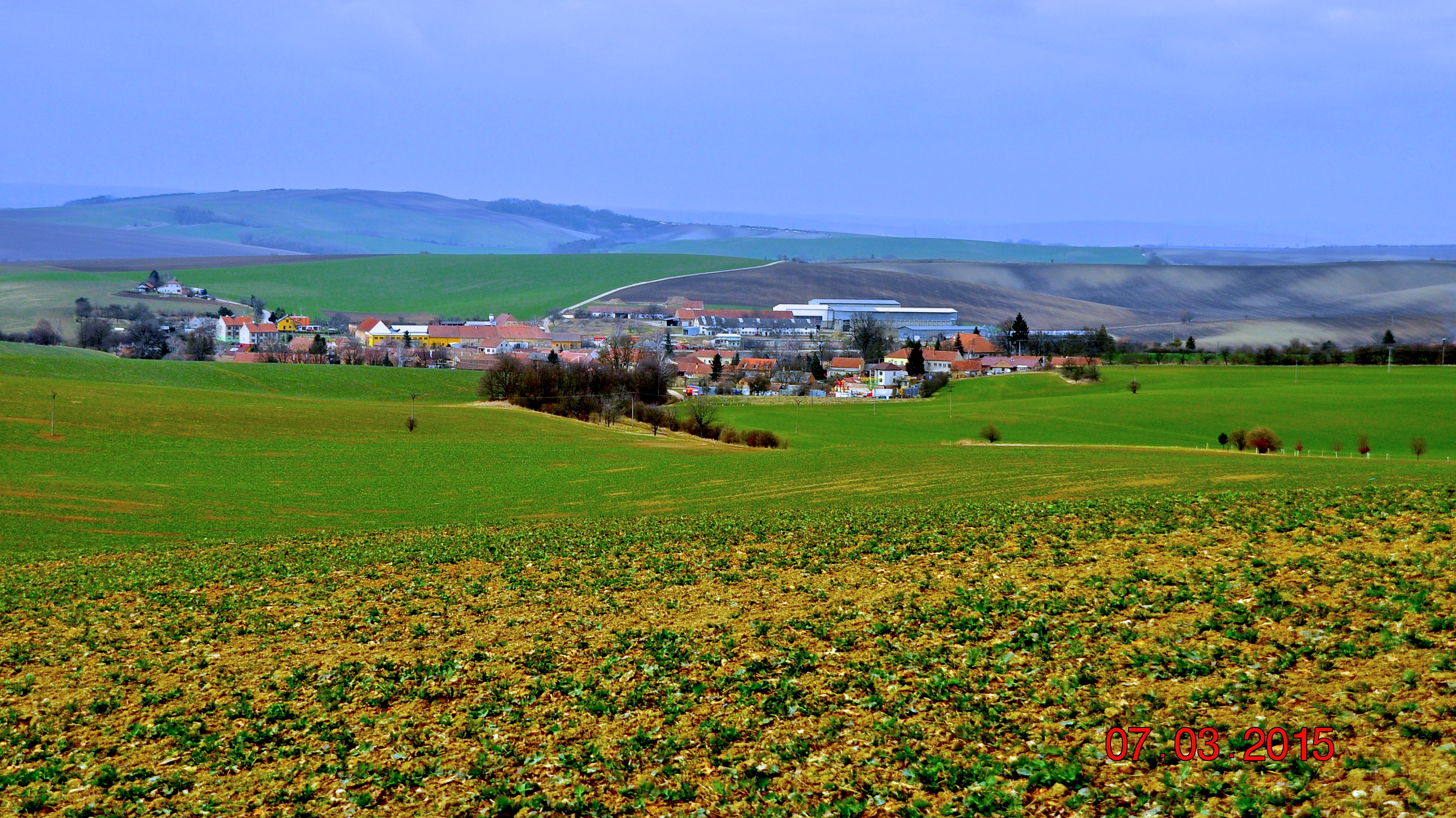
Kojatky : vue générale.

La commune est limitée par Bohaté Málkovice et Kozlany au nord, par Milonice à l'est, par Nevojice au sud, et par Bučovice à l'ouest.

## Histoire
La première mention écrite du village date de 1358.